# Abd ar-Rahman ibn Nasir as-Sadi
Pour les articles homonymes, voir Sadi (homonymie).
Abd ar-Rahman ibn Nasir as-Sadi at-Tamimi (arabe : عبد الرحمن بن ناصر السعدي) est un savant musulman, juriste, exégète, grammairien et poète arabe. Il composa de nombreux ouvrages à propos de l'islam.
Il mourut à l'âge de 67 ans le 22 joumada al-akhira 1376 de l'hégire, soit le 24 janvier 1957 à la suite des complications d'une maladie non identifiée dont il souffrait depuis environ cinq ans et fut enterré dans la ville de Unaizah. La Salat al-Janazah (prière funèbre) eut lieu après la prière Dhur dans la grande mosquée de la ville.

## Ses professeurs et ses étudiants
- Liste des savants parmi lesquels il étudia :
  - Muhammad Amin ash-Chinqiti
  - Ibrahim ibn Hamad ibn Muhammad ibn Djassir
  - Uthman ibn Salih al-Qadi
  - Muhammad ibn Abdul Karim ash-Chibl
- Liste des étudiants à qui il enseigna :
  - Muhammad ibn Salih al-'Uthaymîn
  - Abdullah ibn 'abd al-Aziz ibn 'Aqil
  - Ali ibn Zamal Aslaim
  - Aludin Kujab Qadâs
  - Ruzbahan Nurbakhsh

## Œuvres
- Taysir al-Karim ar-Rahman fi Tafsir al-Qur’an' (Son travail le plus célèbre)
- Manhaj al-Salikin
- al-Qawaa'id wal-Usoul al-Jâmi'ah wal-Furuq wat-Taqâsim al-Badi'ah an-Nâfi'ah (Explication des principes des fondements du fiqh)
- Hâshiyah Fiqhiyyah
- Diwân Khutab
- al-Qawâ'id al-Hisân
- Tanzih ad-Din
- Radd alâ al-Qasimi
- Al-Brânsi Wâghir va-Jinna
- Al-Haqq al-Waadhih al-Mubayyin
- Bahjatu Qulûb al-Abraar
- Ar-Riyâdh an-Nâdhirah
- Al-Durrat al-Fakhira[2]

## Traductions d'ouvrages en français
- Explications des noms parfaits divins, mentionnés dans le Coran : extraits de : "Tayssîr al-Karîm ar-Rahmân fî tafsîr kalâm al-Mannân, Ed. Sabil, 2005.
- Mode d’emploi pour être heureux, Ed. Al Bidar, 2007.
- Comment j'ai connu Allah? Des arguments rationnels qui convaincront toute personne sensée et impartiale de l'existence d'Allah, Ed. Dar Al-Muslim, 2009.
- Les Récits des prophètes, Ed. Ibn Hazm, 2010.
- La Perle rétrécie en vertus de la religion islamique, Ed. Daroussalam, 2010.
- L'Explication de 99 hadiths concis, Ed. Anas, 2012.
- Tafsir de la partie 'Amma, Ed. Al Bidar, 2012.
- Dialogue avec un athée, Ed. Dar Al-Muslim, 2013.
- Clefs pour une vie heureuse, Ed. Dar Al-Muslim, 2013.
- Grandeur et splendeur de l'islam, Ed. Sabil, 2014.
- Questions-réponses sur des sujets les plus importants, Ed. Sabil, 2014.
- Épîtres sur l'unicité et l'exégèse du Coran, Ed. Sabil, 2014.
- Recueil de fatwas diverses, Ed. Sabil, 2014.
- L'Éthique du musulman : de l'étudiant au savant en passant par le gouvernant, Ed. Sabil, 2014.